# Gare de Mézidon
Gare de Mézidon vasútállomás Franciaországban, Mézidon-Canon településen.

## Vasútvonalak
Az állomást az alábbi vasútvonalak érintik:
- Mantes-la-Jolie–Cherbourg-vasútvonal

## Kapcsolódó állomások
A vasútállomáshoz az alábbi állomások vannak a legközelebb:
- Gare de Lisieux
- Gare de Moult - Argences
- Gare de Saint-Pierre-sur-Dives
- Gare de Caen